# China Minmetals
China Minmetals Corporation è una società cinese di metalli e minerali di trading  con sede a Pechino. È una società statale sotto la diretta supervisione della Commissione statale per la supervisione e l'amministrazione dei beni (SASAC). China Minmetals è impegnata nella produzione e nel commercio di metalli e minerali, tra cui rame, alluminio, tungsteno, stagno, antimonio, piombo, zinco e nichel.
È una delle più grandi società di commercio di metalli e minerali al mondo e il più grande commerciante di ferro e acciaio in Cina. L'azienda gestisce più di 12 milioni di tonnellate di prodotti in acciaio all'anno. Commercia anche ferro, carbone, rame, zinco e piombo. Oltre al commercio di metalli, China Minmetals commercia anche in prodotti elettrici e gestisce sussidiarie che si concentrano sullo sviluppo immobiliare, la navigazione marittima, l'estrazione mineraria e altre attività di investimento.
Negli Stati Uniti, la società opera come Minmetals Inc, con la sede centrale in Nord America a Weehawken, New Jersey, USA. È membro del LEAD del Patto mondiale delle Nazioni Unite, una nuova piattaforma istituita nel gennaio 2011 per la leadership nella sostenibilità aziendale.

## Storia
La rete di vendita di Minmetals è mondiale. Gestisce più di 100 uffici in Cina e più di 40 società all'estero. China Minmetals Corporation è stata fondata nel 1950.
Minmetals, società madre di Minmetals Resources Ltd, quotata a Hong Kong (1208. HK) e Minmetals Development quotata a Shanghai (600058. SS), sta concentrando la sua espansione all'estero in America Latina e Africa per garantire risorse naturali per rifornire un'economia cinese in rapida crescita.
Nel 2009 ha avuto un fatturato di $ 26,67 miliardi; nel 2014 si è classificata al numero 198 tra le società Fortune 500 e al quarto posto tra le società metallurgiche.

## Acquisizioni
- China Minmetals ha acquisito questi tutti gli asset di Oz Minerals nel giugno 2009.[4]
- Nel 2015, China Minmetals ha acquisito China Metallurgical Group, un gruppo statale di ingegneria ed estrazione mineraria.[5]
- China Minmetals Group grazie alla sua sussidiaria Minmetals Resources Ltd. ha consentito l'acquisto di Anvil Mining Ltd. for HK$10 miliardi ($ 1,3 miliardi).[6]